# Марк Ризо
'Марк Ризо (роден на 2 август 1977 в Карлстадт, Ню Джърси, САЩ) е водещият китарист на бразилската метъл група Soulfly и бивш на Ill Ninho.

## Биография
Има 6 албума с Soulfly към днешна дата: Prophecy, Dark Ages, Conquer, Omen, Enslaved и Savages. Марк е и член на Cavalera Conspiracy, страничен проект на основателите на Sepultura, Макс и Игор Кавалера. Групата има 2 албума Inflikted и Blunt Force Trauma.
Марк е голям футболен фен и подкрепя Милан, както и италианския национален отбор по футбол.
По време на концерти, Марк е известен с честите си скок-ритници, и с носенето на раница. Той е известен още с носенето на футболни тениски на сцената, както на Милан, така и на Интер.